# Decaisnina longipes
Decaisnina longipes är en tvåhjärtbladig växtart som beskrevs av B.A. Barlow. Decaisnina longipes ingår i släktet Decaisnina och familjen Loranthaceae. Inga underarter finns listade i Catalogue of Life.